# 刘雪初
刘雪初（1914年12月—1992年10月20日），男，湖南宁乡人，中华人民共和国政治人物。第六届全国政协委员、第七届全国政协委员。

## 生平
毕业于湖南第一师范。1937年赴延安在陕北公学学习。1938年加入中国共产党。1939年入延安马列学院学习，后任八路军文化教员和宣传股长、中央军委总政治部宣传部干事、警卫团政治处副主任。抗战胜利后随部队赴东北。任冀察热辽军区独立第17旅第50团政委、第四野战军第13兵团政治部秘书长、四野政治部副秘书长。
建国后，历任中南军区公安军政治部副主任，第四野战军兼中南军区政治部组织部副部长、第二机械工业部坦克局局长，北京工业学院党委书记，1959年任南京工学院党委第一书记兼院长至1968年。1973年任南京化学工业公司党的核心小组组长、革命委员会主任。1977年任教育部副部长、1980年任化学工业部副部长兼南京化学工业公司党委书记。1982年后，先后参加了中央机构改革领导小组、中央整党工作指导委员会的工作。